# Al Sadd (futsal)
Al Sadd – katarski klub futsalowy z siedzibą w mieście Doha, obecnie występuje w najwyższej klasie rozgrywkowej Kataru. Jest sekcją futsalu w klubie sportowym Al Sadd SC.

## Sukcesy
- finalista Klubowych Mistrzostw AFC w futsalu (1): 2010
- Mistrzostwo Kataru (4): 2007/08, 2008/09, 2011/12, 2012/13
- Puchar Związku Futsalu Kataru (1): 2009/10